# Josef Imbach (Leichtathlet)

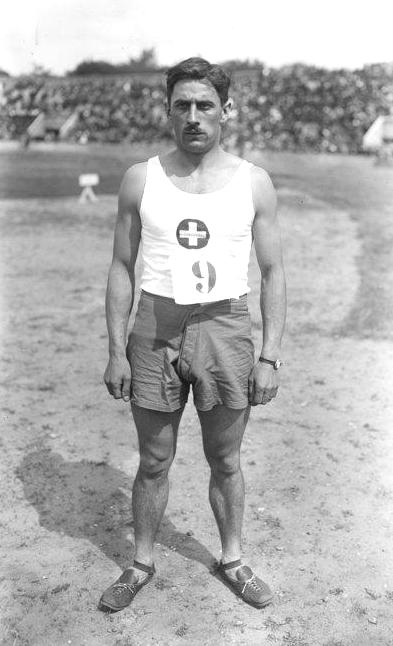
Josef Imbach 1921

Josef Imbach (* 15. Dezember 1894 in Lyss; † 14. September 1964 in Genf) war ein Schweizer Sprinter.
Bei den Olympischen Spielen 1920 in Antwerpen erreichte er über 100 Meter den Viertelfinal und über 200 Meter den Halbfinal. In der 4-mal-100-Meter-Staffel schied er mit der Schweizer Mannschaft im Vorlauf aus.
1924 kam er bei den Olympischen Spielen in Paris über 400 Meter in den Final, erreichte dort aber nicht das Ziel. In der 4-mal-100-Meter-Staffel gehörte er zum Schweizer Quartett, das im Final disqualifiziert wurde.

## Persönliche Bestzeiten
- 100 m: 10,6 s, 25. Juli 1920, Genf
- 200 m: 22,1 s, 3. September 1922, Frankfurt am Main
- 400 m: 48,0 s, 10. Juli 1924, Colombes